# Hrastnik (Moravče)
Hrastnik is een plaats in Slovenië en maakt deel uit van de gemeente Moravče in de NUTS-3-regio Osredneslovenska regija. De plaats telde 67 inwoners op 1 januari 2020.